# Helyzet (heraldika)
A helyzet a pózhoz hasonlóan a címerábrák megkülönböztető jegyei közé tartozó specifikus heraldikai tulajdonságok összefoglaló megnevezése. A címerábra terminológiájában általában nem szerepelnek, ezért a címerleírásban külön is meg kell említeni, mivel eltérnek a szokványostól.
Névváltozatok:

nem a sablonos helyzetében (Orosz Ernő 1906, előszó)

Rövidítések
A helyzet elsősorban a címerábra irányát (en: inclination) jelenti a szokványos elrendetéshez vagy a pajzs közephz képest. A legtöbb címerkép álló vagy szokványos helyzetben fordul elő a címerben. Ezt a leírásban nem kell külön megemlíteni. A helyzet megadása akkor szükséges, ha a címerábra geometriáját írjuk le (pl. harántpólyás lándzsa). Ha pl. a címerábra a pajzs széléből vagy mesteralakból nyúlik ki, meg kell adni a pontos helyzetét (en: position) és pózát (en: attitude). Például "a pajzsfő jobb oldalából harántosan előtörő" (en: issuing from the dexter chief bendwise).

3 gyűrű harántpólyásan
Felsőpólya (felső helyzetű pólya), mely a pólyahely fölött helyezkedik el